# First of all
First of all is het debuutalbum van Pussycat uit 1976. De elpee stond elf weken in de Album Top 100 met nummer 4 als hoogste notering. De elpee werd geproduceerd door Eddy Hilberts. De arrangementen kwamen van Hilberts, Paul Natte en Wim Jongbloed. Elf van de twaalf nummers werden geschreven door Werner Theunissen. Drie nummers van het album werden uitgebracht op de A-kant van een single. Het album was wereldwijd verkrijgbaar, tot in bijvoorbeeld India en Nieuw-Zeeland.

## Hitnoteringen
| Land          | pieknotering | aantal weken |
| ------------- | ------------ | ------------ |
| Nederland     | 4            | 21           |
| Noorwegen     | 2            | 27           |
| Duitsland     | 10           | 16           |
| Nieuw-Zeeland | 16           | 9            |
| Zweden        | 26           | 2            |

## Nummers
| Nummer | Naam                           | Geschreven door            | Duur |
| ------ | ------------------------------ | -------------------------- | ---- |
| A1     | Georgie                        | Werner Theunissen          | 2:27 |
| A2     | Pasadena                       | Werner Theunissen          | 3:57 |
| A3     | Boulevard de la Madeleine      | Denny Laine en Mike Pinder | 2:55 |
| A4     | What did they do to the people | Werner Theunissen          | 3:03 |
| A5     | Mexicali lane                  | Werner Theunissen          | 3:10 |
| A6     | Take me                        | Werner Theunissen          | 2:40 |
| B1     | Mississippi                    | Werner Theunissen          | 4:33 |
| B2     | Delany                         | Werner Theunissen          | 3:18 |
| B3     | Do it                          | Werner Theunissen          | 2:17 |
| B4     | Help me living on              | Werner Theunissen          | 3:49 |
| B5     | Just a woman                   | Werner Theunissen          | 3:40 |
| B6     | Bad boy                        | Werner Theunissen          | 3:41 |